# Un dernier tour pour Noël
Pour plus de détails, voir Fiche technique et Distribution.
Un dernier tour pour Noël (Christmas in Conway) est un téléfilm de Noël américain réalisé par John Kent Harrison, produit par Hallmark Hall of Fame et diffusé le 1er décembre 2013 sur le réseau ABC.
Il a pour principaux interprètes Andy Garcia, Mandy Moore, Mary-Louise Parker et Cheri Oteri.
Il obtient une première diffusion française le 28 novembre 2015 sur TF1.

## Synopsis
Suzy Mayor, atteinte d'un cancer, décide de rentrer chez elle et de fêter son dernier Noël chez elle. Son mari fait tout pour exaucer un de ses vœux les plus précieux : faire un tour dans une grande roue. Il décide alors d'en faire construire une dans leur jardin.

## Distribution
- Andy García (VF : Bernard Gabay) : Duncan Mayor
- Mandy Moore (VF: Elisabeth Ventura) : Natalie Springer
- Mary-Louise Parker (VF : Vanina Pradier) : Suzy Mayor
- Cheri Oteri : Gayle Matthews
- Riley Smith : Tommy Harris